# DUG OUT
DUG OUT（ダッグ・アウト）は、THE BLUE HEARTSの1993年の7thアルバムである。

## 概要
ジャケットに凹の文字があり、前作STICK OUTとは対照的にスロー&ミディアムの楽曲が集められている。甲本いわく、「前作STICK OUT（凸）と本作DUG OUT（凹）は2つで1つのアルバム」だという。
楽曲はSTICK OUT収録曲と同時期に制作され、レコーディング作業は1993年3月から行われた「STICK OUT TOUR」と並行して行われた。
真島の作詞した6作品中全てに「風」という文字が使われている。雑誌のインタビューで指摘されるまで真島本人は気づかなかったという。その他にも「雨、空、夏、夜」という言葉が目立つ。
ブルーハーツというバンドの在り方を見せたい、バンドを再スタートさせたいという甲本の意向のもと、今作と前作『STICK OUT』が制作されたが2作出来上がった時に、バンドのこれからの可能性よりも頑張ってもこれが限界かな、と甲本は感じたという。
初回限定版は凹マークの入った青い紙ケース入り。
『STICK OUT』と『DUG OUT』初回限定盤に入っていた2つの応募券を合わせて送ると凸と凹、2枚のアルバムを収納できる専用のCDケースが貰えた。
2010年2月24日に、25周年企画の一環で、デジタル・リマスタリングを施して再発することが決定。

## 収録曲
| 全編曲: THE BLUE HEARTS。 |                            |            |       |
| #                         | タイトル                   | 作詞・作曲 | 時間  |
| 1.                        | 「手紙」                   | 真島昌利   | 4:55  |
| 2.                        | 「緑のハッパ」             | 甲本ヒロト | 3:30  |
| 3.                        | 「トーチソング」           | 真島昌利   | 4:20  |
| 4.                        | 「雨上がり」               | 真島昌利   | 2:41  |
| 5.                        | 「年をとろう」             | 真島昌利   | 4:13  |
| 6.                        | 「夜の盗賊団」             | 真島昌利   | 5:20  |
| 7.                        | 「キング・オブ・ルーキー」 | 甲本ヒロト | 3:33  |
| 8.                        | 「ムチとマント」           | 甲本ヒロト | 3:59  |
| 9.                        | 「宝もの」                 | 河口純之助 | 4:34  |
| 10.                       | 「夕暮れ」                 | 甲本ヒロト | 3:57  |
| 11.                       | 「パーティー」             | 甲本ヒロト | 5:22  |
| 12.                       | 「チャンス」               | 真島昌利   | 4:41  |
| 合計時間:                 | 合計時間:                  | 合計時間:  | 51:05 |

### 楽曲解説
1. 「手紙」
オーケストラを使用した楽曲。甲本のボーカルはヴォコーダーで加工されている。
真島は自身のソロライブでこの曲を歌っている。
2. 「緑のハッパ」
ニューオリンズのブラスバンド、ダーティー・ダズン・ブラス・バンドがゲスト参加している。
ライブでは甲本がタンバリンを持って演奏した。
3. 「トーチソング」
タイトルにあるトーチソングとは本来、恋をなくした女性が歌うラブソングの類いのことをいう。タイトルのインスパイアは映画「トーチソング・トリロジー」から。
凸凹ツアーではメドレーの1曲に組み込まれていたが、1994年6月19日の凹ナイトでは年をとろうがフルコーラスだったのでカットされた。
4. 「雨上がり」
凸凹ツアーではメドレーの1曲に組み込まれていた。  　
メドレーでは、キーを２つ下げて歌われた。
5. 「年をとろう」
真島がボーカルをつとめる。
凸凹ツアーではメドレーの1曲に組み込まれていたが、1994年6月19日の凹ナイトではメドレーの最後の曲としてフルコーラスで歌われた。
6. 「夜の盗賊団」
「夕暮れ」のカップリング曲。
別バージョンがベスト・アルバム『EAST WEST SIDE STORY』（1995年）に収録されている。
7. 「キング・オブ・ルーキー」
ヒロトの弟の甲本雅裕のことをヒロトなりに歌った曲である。
8. 「ムチとマント」
凸凹ツアーではメドレーの1曲に組み込まれていた。
9. 「宝もの」
河口がボーカルをつとめる。
凸凹ツアーではメドレーの1曲に組み込まれていた。
10. 「夕暮れ」
「何だかうるさいなぁと思って」と、甲本が真島に無断で真島のギター・トラックを大幅に削除。それを知った真島は落ち込んだらしいが、完成トラックを聴いて納得したという。
ライブでは甲本がリズムギターを、真島がスタジオ盤では削除されたリードギターを演奏する。
11. 「パーティー」
曲のフェードアウトする直前の部分で梶原徹也がドラムを叩き壊した（倒した）音が微妙に聞こえる。梶原いわく、「（曲が）盛り上がって楽しくなってきたので」。
ライブでは、トランペットがついた演奏のときもあった。
12. 「チャンス」

## ライブ
1993-1994年の「凸凹ツアー」ではDUG OUTメドレーとしてアルバムに収録されている曲をミックスして演奏された。
ツアー中の曲順は「雨上がり→ムチとマント→宝もの→年をとろう→トーチソング」だが、「凸凹ツアー特別編」と題された日比谷野音2daysの2日目「凹Night」では「トーチソング」は演奏されず、その代りに「年をとろう」がフルで演奏された。
必ず、このアルバムの曲は上記の「凸凹ツアー特別編」以外では全曲歌われた。
「凸凹ツアー」では下ネタが多く、「前の方にポコチンのでっかそうな奴がいるな　勝負しようか」や「ま○こ黒けりゃ豆まで黒い」などとMCで言っていた。

## 参加ミュージシャン
THE BLUE HEARTS
- 甲本ヒロト - ボーカル、ブルースハープ
- 真島昌利 - ギター
- 河口純之助 - ベース
- 梶原徹也 - ドラム
- 白井幹夫  - キーボード